# 46748 Giusacayrel
46748 Giusacayrel este o planetă minoră (asteroid) din centura de asteroizi. A fost descoperită pe 27 februarie 1998 la Caussols de OCA-DLR Asteroid Survey⁠(d). 
Obiectul prezintă o orbită caracterizată de o semiaxă mare de 2,3213865143163 UAi, o excentricitate de 0,22879408258968, o înclinație de 2,5766052425565 ° în raport cu ecliptica.